# Move for Me
Move for Me est un titre de musique électronique orienté house progressive/deep house, issu d'une collaboration entre les artistes Deadmau5 et Kaskade. Le single est sorti en 2008 et le titre est inclus dans l'album Strobelite Seduction de Kaskade. La voix présente est celle de la chanteuse américaine Haley Gibby.
Move for me s'est retrouvé en tête du classement Billboard Hot Dance Airplay le 6 septembre 2008, devenant ainsi le premier titre de Kaskade à se retrouver en première position d'un chart même si l'artiste avait déjà atteint quatre fois le top 10 auparavant. Par ailleurs, ce fut le premier titre de Deadmau5 en tête d'un classement américain. Les deux artistes retrouvèrent cette même position en Octobre 2009 avec le titre I Remember où Kaskade figurait alors en featuring. Vers la fin du mois de Janvier 2009 le titre est apparu su les classements canadiens, commençant à la 98e place il a atteint la 66e place du Canadian Hot 100.

## Liste des titres[1]
Single
1. "Move for Me" (Radio Edit) (2:56)
2. "Move for Me" (Extended Mix) (6:29)
3. "Move for Me" (Extended Instrumental) (6:29)

Remixes
1. "Move for Me" (Mind Electric Mix) (7:06)
2. "Move for Me" (Santiago & Bushido Mix) (5:16)
3. "Move for Me" (Rasmus Faber Epic Mix) (7:48)
4. "Move for Me" (Santiago & Bushido Dub) (6:32)
5. "Move for Me" (Rasmus Faber Epic Mix Instrumental) (7:48)